# Nicotiana africana
Nicotiana africana ist eine Pflanzenart aus der Gattung Tabak (Nicotiana). Sie ist die einzige Art der Gattung, die in Afrika beheimatet ist. Innerhalb der Gattung wird sie in die sonst nur in Australien vorkommende Sektion Suaveolentes eingeordnet.

## Beschreibung

### Vegetative Merkmale
Nicotiana africana ist eine ausdauernde, buschig verzweigte Pflanze, die bis zu 2,5 Meter hoch wird und an der Basis leicht verholzt. Die gesamte Pflanze ist dicht mit drüsigen Trichomen behaart. Die Stängel erreichen einen Durchmesser von bis zu 2 Zentimetern, ihre Behaarung besteht aus wenig- bis mehrzelligen Trichomen, deren Spitze stets aus einer einzigen Zelle besteht. Die bodenständigen Laubblätter verwelken schon relativ früh, an den Stängeln stehen die Laubblätter zur Spitze hin immer dichter, werden dabei aber kleiner. Die Form der Blattspreite der Stängelblätter reicht von eiförmig bis elliptisch oder bei oberen Blättern verkehrt-eiförmig, sie wird 20 bis 38 Zentimeter lang und 8 bis 18 Zentimeter breit. Die Basis ist zu breiten Flügeln zusammengezogen, die an einem kurzen Stiel herablaufen und ihn mit zwei Öhrchen halb umfassen, bei den oberen Blättern jedoch weniger auffallend. Zur Spitze hin ist die Blattspreite rund. Der Blattrand ist überwiegend ganzrandig, zur Basis hin kann er oft leicht gewellt sein. Die Blattflächen sind ebenfalls mit drüsigen Trichomen besetzt, die einzellige Spitzen besitzen, zudem treten spärlich Hydathoden auf.

### Blütenstände und Blüten
Die Blüten stehen in schmalzylindrischen Thyrsen, von denen mehrere manchmal einen sparrigen Gesamtblütenstand bilden. Die Seitenzweige sind Doppelwickel oder Wickel aus (selten nur einer) fünf bis zehn Blüten, die vor allem an den Spitzen der Blütenstände stehen. Bei kultivierten Exemplaren können auch Teilblütenstände aus bis zu 25 Blüten gebildet werden. Die Blüten stehen an 7 bis 15 (selten bis 21) Millimeter langen, drüsig behaarten Blütenstielen.
Die Blüten selbst werden 3 bis 4 Zentimeter lang, sind auf der Außenseite dicht drüsig behaart, leicht zygomorph und schließen sich auch bei Sonnenschein nicht. Der Kelch ist zylindrisch, 10 bis 13 (selten bis 15) Millimeter lang und mit dreieckigen, stumpfen und etwas ungleich gestalteten Kelchzipfeln besetzt. Diese sind etwa 1/3 so lang wie der Kelch. Der basale Teil der Krone ist 9 bis 11 Millimeter lang und misst 3 bis 4 Millimeter. Im vom Kelch verdeckten Bereich sind fünf schwach vertiefte, weißliche Längsrinnen ausgebildet. Der vordere Teil der Kronröhre wird 23 bis 29 Millimeter lang und verbreitert sich von 4 bis 5 auf 6 bis 7 Millimeter Durchmesser. Die Außenseite der gekrümmten Kronröhre ist hellgrün und mit Trichomen mit drüsigen, mehrzelligen Köpfchen besetzt. Die Innenseite ist weißlich grün und unbehaart. Der Kronsaum sitzt schief auf der Kronröhre, ist weiß gefärbt und misst 6 bis 7 Millimeter. Er ist schwach, bis auf etwa 1/3 der Breite mit ausgerandeten Lappen gelappt. Der Saum der Blüten ist stark und unregelmäßig zurückgebogen.
Die fünf Staubblätter ragen 10 bis 12 (selten 9 bis 16) Millimeter aus der Kronröhre heraus. Sie treten in drei verschiedenen Längen auf: Ein Paar ist lang, ein zweites Paar mittellang und das einzelne verbleibende Staubblatt ist das Kürzeste. Auch die Ansatzpunkte der Staubblätter liegen in drei leicht verschiedenen Höhen an der Basis des vorderen Teils der Kronröhre, dort sind die Staubblätter auch etwas flaumhaarig behaart. Der Griffel ist ähnlich lang wie die Staubblätter und ist im unteren Drittel S-förmig gebogen.

### Früchte und Samen
Die Frucht ist eine breit eiförmige Kapsel, die 11 bis 14 Millimeter lang wird und entweder genauso lang wie der Kelch ist oder nur leicht über diesen heraussteht. Die Kapsel öffnet sich mit vier Klappen. Die dunkelbraunen Samen werden 0,7 bis 0,9 Millimeter lang, sind schief kegel- bis pyramidenförmig und besitzen eine netzartige Oberfläche aus unregelmäßig gebogene Rippen.

### Chromosomenzahl
Die Chromosomenzahl beträgt 2n = 46.

## Verbreitung und Standorte
Die Art ist in der Mittleren Namib verbreitet und kommt dort in isolierten Granitstöcken vor.

## Systematik
Innerhalb der Gattung Nicotiana wird Nicotiana africana  in die Sektion Suaveolentes eingeordnet. Molekularbiologische Untersuchungen konnten nachweisen, dass sich die Art wahrscheinlich früh von den in Australien beheimateten Vertretern der Sektion trennte und als Schwestertaxon der restlichen Sektion anzusehen ist.

## Forschungsgeschichte
Ein Exemplar von Nicotiana africana wurde erstmals 1965 auf der Omandumba-West Farm gesammelt und in die Sammlung des Herbarium in Windhoek gegeben. Eine Dublette des Herbarbeleges ging an die Botanische Staatssammlung München. Da die Gattung Nicotiana nicht in Afrika als heimisch galt, wurde dem Beleg keine große Beachtung geschenkt, da man vermutete, dass es sich um eine kultivierte, verwilderte oder verschleppte Pflanze handelte. Trotzdem wurden einige der Samen im Botanischen Garten München-Nymphenburg kultiviert. Es stellte sich heraus, dass die Pflanze keiner der bekannten Nicotiana-Arten zuzuordnen war, so dass man mit genaueren Untersuchungen begann. Dadurch konnten weitere Standorte der Art in Namibia ermittelt werden, weiterhin wurden morphologische und karyologische Analysen durchgeführt. Erst 1975, als ausgeschlossen werden konnte, dass es sich um eine Hybridart handelt und der Fundort in Namibia im natürlichen Lebensraum der Pflanze liegt, wurde von Hermann Merxmüller die Erstbeschreibung der neuen Art in den „Mitteilungen der Botanischen Staatssammlung München“ veröffentlicht.

## Gefährdung und Schutzmaßnahmen
Obwohl diese Art nur ein begrenztes Verbreitungsgebiet hat, sind keine konkreten Bedrohungen bekannt, daher stuft die IUCN diese Art als Least Concern (gering gefährdet) ein.

## Nachweise
1. ↑  Nicotiana africana bei Tropicos.org. In: IPCN Chromosome Reports. Missouri Botanical Garden, St. Louis
2. ↑  James J. Clarkson et al.: Phylogenetic relationships in Nicotiana (Solanaceae) inferred from multiple plastid DNA regions. In: Molecular Phylogenetics and Evolution, Band 33, 2004. S. 75–90. doi:10.1016/j.ympev.2004.05.002
3. ↑  H. Merxmüller und K. P. Buttler: Nicotiana in der afrikanischen Namib – ein Pflanzengeographisches und Phylogenetisches Rätsel. In: Mitteilungen der Botanischen Staatssammlung München, Band 12, 15. Dezember 1975. S. 91–103.
4. ↑  Nicotiana africana in der Roten Liste gefährdeter Arten der IUCN 2013.2. Eingestellt von: Craven, P., 2004. Abgerufen am 18. Mai 2014.